# William Herbert, 3. Earl of Pembroke

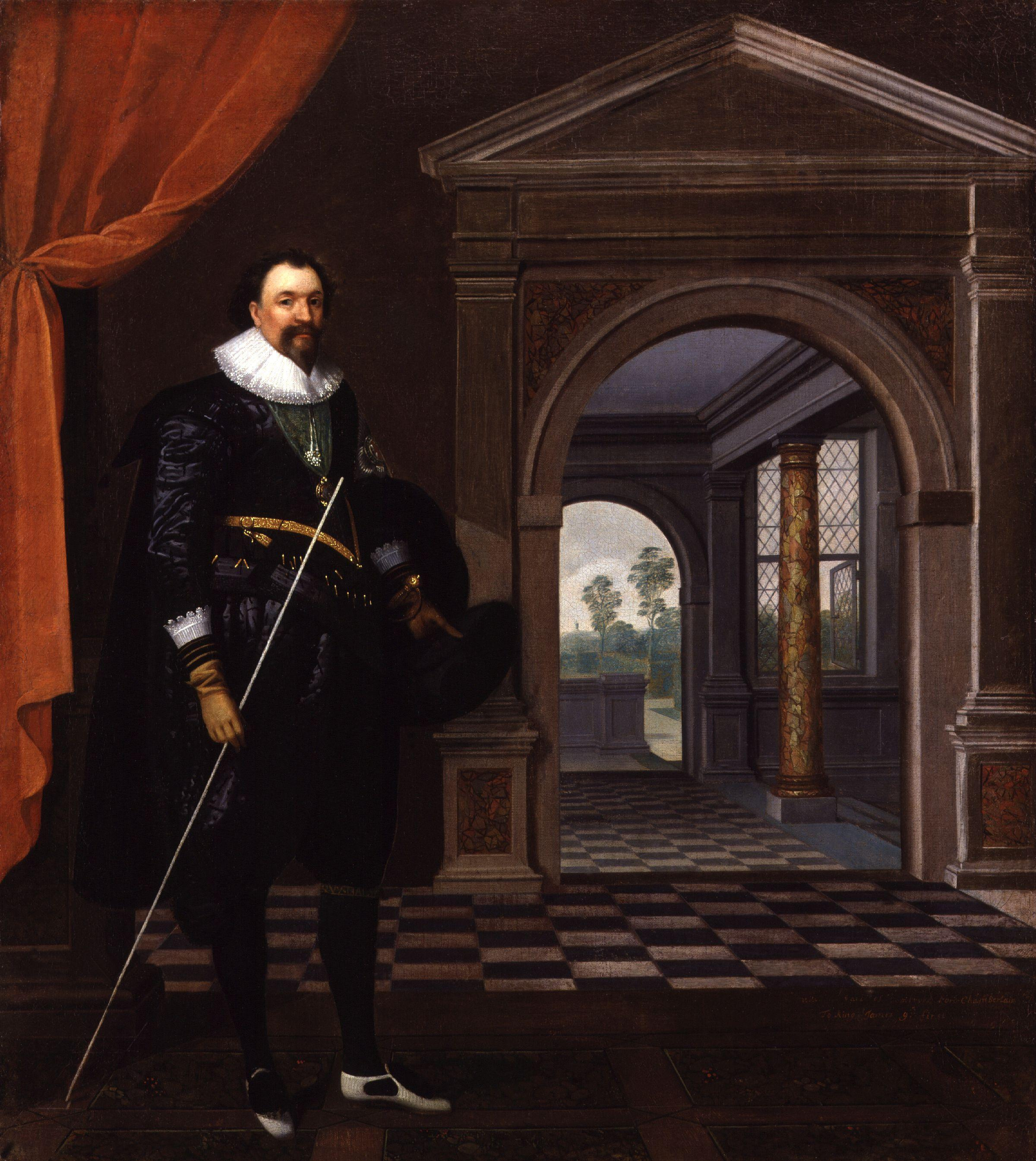
William Herbert, 3. Earl of Pembroke, gemalt vom Daniel Mytens

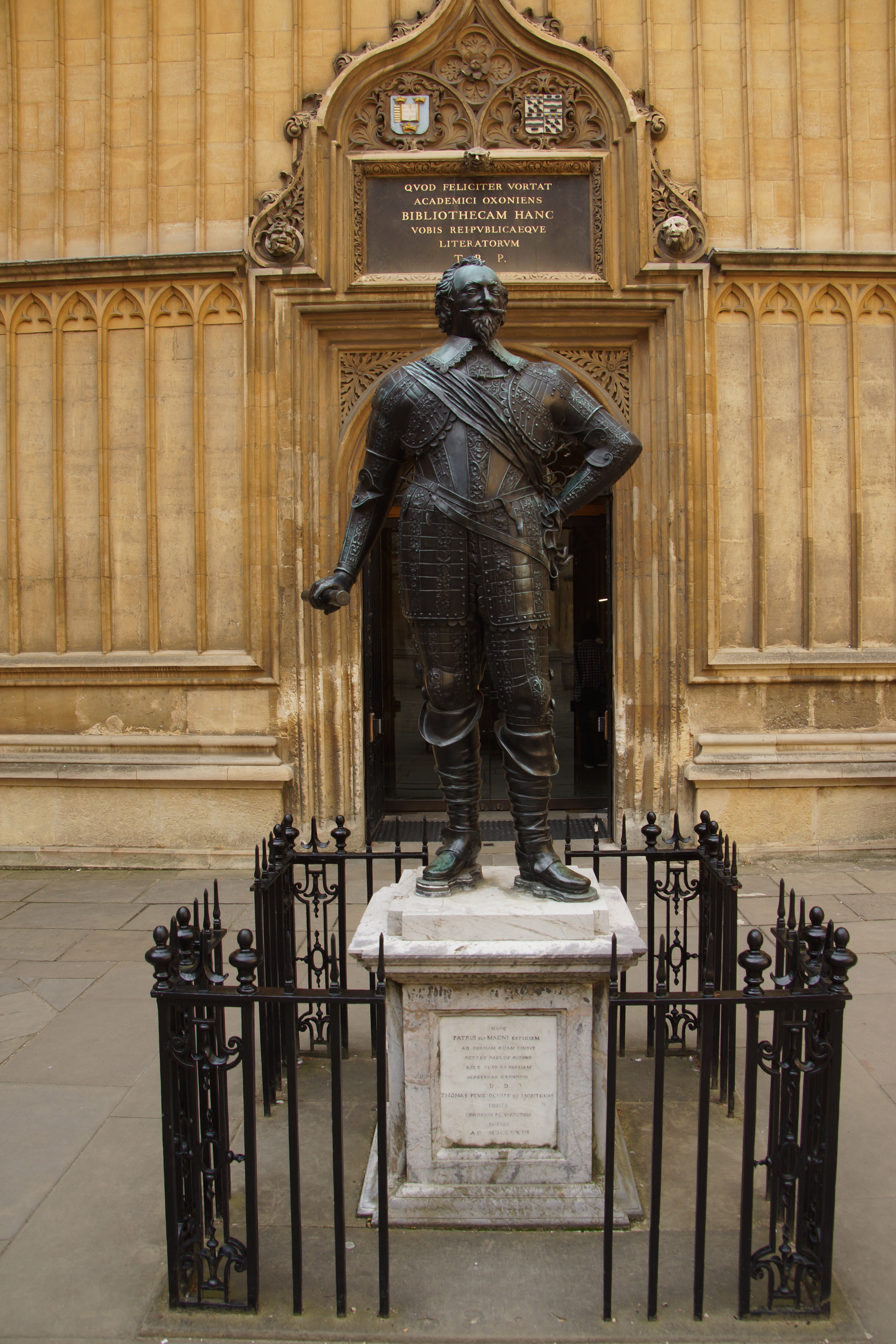
Statue im Innenhof der Bodleian Library in Oxford

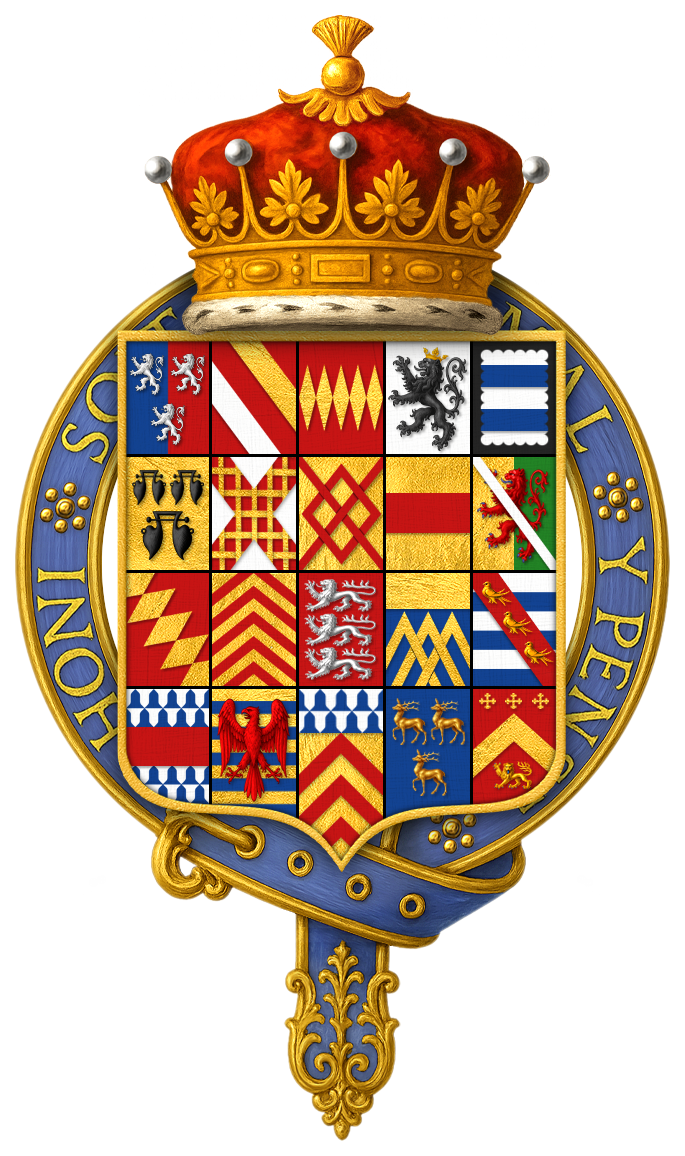
Wappen des William Herbert, 3. Earl of Pembroke

William Herbert, 3. Earl of Pembroke, KG, PC (* 8. April 1580; † 10. April 1630) war ein wohlhabender englischer Adliger.

## Leben
Er war der ältere Sohn von Henry Herbert, 2. Earl of Pembroke, aus dessen dritter Ehe mit Mary Sidney. Als Heir apparent seines Vaters führte er zu dessen Lebzeiten den Höflichkeitstitel Lord Herbert.
Der Versuch seines Vaters, Williams Vermählung mit Lady Bridget Vere (1584–1631), der Tochter von Edward de Vere, 17. Earl of Oxford, und Enkelin von William Cecil, 1. Baron Burghley, zu vermitteln, scheiterte.
Im Alter von zwanzig Jahren hatte er eine Affäre mit Mary Fitton, einer Hofdame bei Königin Elisabeth I., von der viele Experten annehmen, dass es sich um die von ihm geschwängerte Person handeln dürfte, die für die Dark Lady in Shakespeares Sonetten steht. Herbert William gab seine Vaterschaft zu, weigerte sich aber, Mary Fitton zu heiraten. Da er die Affaire ohne Zustimmung der Königin eingegangen war, wurde er im Fleet-Gefängnis inhaftiert, wo er Gedichte schrieb. Der 1601 von Mary Fitton geborene Sohn starb unmittelbar nach der Geburt. Obwohl seinem Antrag auf Begnadigung von Robert Cecil, 1. Earl of Salisbury schließlich stattgegeben wurde, blieb er vom Hof verbannt.
Als sein Vater am 19. Januar 1601 starb, erbte er dessen Adelstitel als 3. Earl of Pembroke und 3. Baron Herbert, of Cardiff. Als er im folgenden April volljährig wurde, erhielt er auch den Zugriff auf dessen Besitzungen und nahm den mit den Titeln verbundenen Sitz im House of Lords ein.
Er heiratete am 4. November 1604 Lady Mary Talbot († 1650), die kleinwüchsige Tochter von Gilbert Talbot, 7. Earl of Shrewsbury. Mit ihr hatte er einen Sohn Henry Herbert, Lord Herbert (1620–1621), der noch im Säuglingsalter starb. Seine Affäre mit der Tochter seines Onkels Robert Sidney, 1. Earl of Leicester, Lady Mary Wroth, nach dem Tod von deren Gemahl Robert Wroth führte zur Geburt von zwei unehelichen Kindern William und Catherine.
Unter König Jakob I. kehrte er an den Königshof zurück. Unter diesem erhielt er 1603 das Hofamt eines Gentleman of the Privy Chamber, das Amt des Verwalters von Clarendon Forest und wurde als Knight Companion in den Hosenbandorden aufgenommen. Ab 1604 bis zu seinem Tod war er Lord Lieutenant des Counties Cornwall und High Steward der Duchy of Cornwall und Lord Warden of the Stannaries.
1605 schloss er sein Studium an der Universität Oxford als Master of Arts ab. Er war stark an der Kolonialisation Amerikas interessiert und war ab 1609 Mitglied des Rates für die Kolonie Virginia. 1611 wurde er ins englische Privy Council, 1617 auch ins schottische Privy Council aufgenommen. Von 1615 bis 1625 hatte er das Amt des Lord Chamberlain of the Household und anschließend bis zu seinem Tod das Hofamt des Lord Steward of the Household inne. Von 1616 bis 1621 nahm er kommissarisch das Staatsamt des Earl Marshal of England wahr. Von 1617 bis zu seinem Tod war er Kanzler der Universität Oxford und gründete als solcher, gemeinsam mit Jakob I. das Pembroke College. Von 1621 bis zu seinem Tod war er auch Lord-Lieutenant von Somerset und Wiltshire.
Er starb 1630 im Alter von fünfzig Jahren. Da er keine legitimen Nachkommen hinterließ, fielen seine Adelstitel an seinen jüngeren Bruder Philip Herbert, 1. Earl of Montgomery.

## William Herbert und William Shakespeare
Er gilt als ein Patron von William Shakespeare. Den beiden Brüdern William Herbert, 3. Earl of Pembroke (1580–1630), und Philip Herbert, 4. Earl of Pembroke (1584–1650) wurde 1623, sieben Jahre nach dem Tod von William Shakespeare aus Stratford das erste Gesamtwerk William Shakespeares (sog. First Folio) zugeeignet. (TO THE MOST NOBLE and INCOMPARABLE PAIRE OF BETHREN, William, Earl of Pembroke & Lord Chamberlaine und Philip, Earle of Montgomery)
William Herbert ist einer von mehreren diskutierten Kandidaten für den jugendlichen Charakter („Fair youth“) aus den von Thomas Thorpe (TT) herausgegebenen Sonetten Shakespeares, den der Dichter in den ersten 18 Sonetten bedrängt, zu heiraten. Da seine Initialen (Mr. W. H.) zu den angesprochenen Initialen der Zueignung der Sonette, „the only begetter of these ensuing sonnets“, passen, ist er bis heute ein populärer Kandidat für die Zueignung der Shakespeareschen Sonette geblieben (z. B. E. K. Chambers), obwohl sowohl andere Personen wie Henry Wriothesley, 3. Earl of Southampton oder William Hathcliffe diskutiert werden als auch die Tatsache, dass sich hinter der Zusammenstellung für den Druck der Sonette, die zu unterschiedlichen Zeiten geschrieben wurden, mehrere Personen einschließlich des Dichters selbst verbergen.